# Greifenstein (Hesse)
Pour les articles homonymes, voir Greifenstein.
Greifenstein est une municipalité allemande située dans l'arrondissement de Lahn-Dill et dans le land de la Hesse. Elle se trouve au nord de Herborn.

## Personnalités liées à la ville
- Georges de Nassau-Dillenbourg (1618-1856), prince né à Beilstein.
- Christine-Charlotte de Solms-Braunfels (1690-1771), comtesse née à Greifenstein.
- Erwin Piscator (1893-1966), metteur en scène né à Greifenstein.
- Fritz Joseph Encke (1904-2000), écrivain mort à Greifenstein.

## Jumelage
- St. Andrä-Wördern (Autriche) depuis le 14 septembre 1990[1]